# Professor-Kurt-Huber-Straße 15 (Gräfelfing)

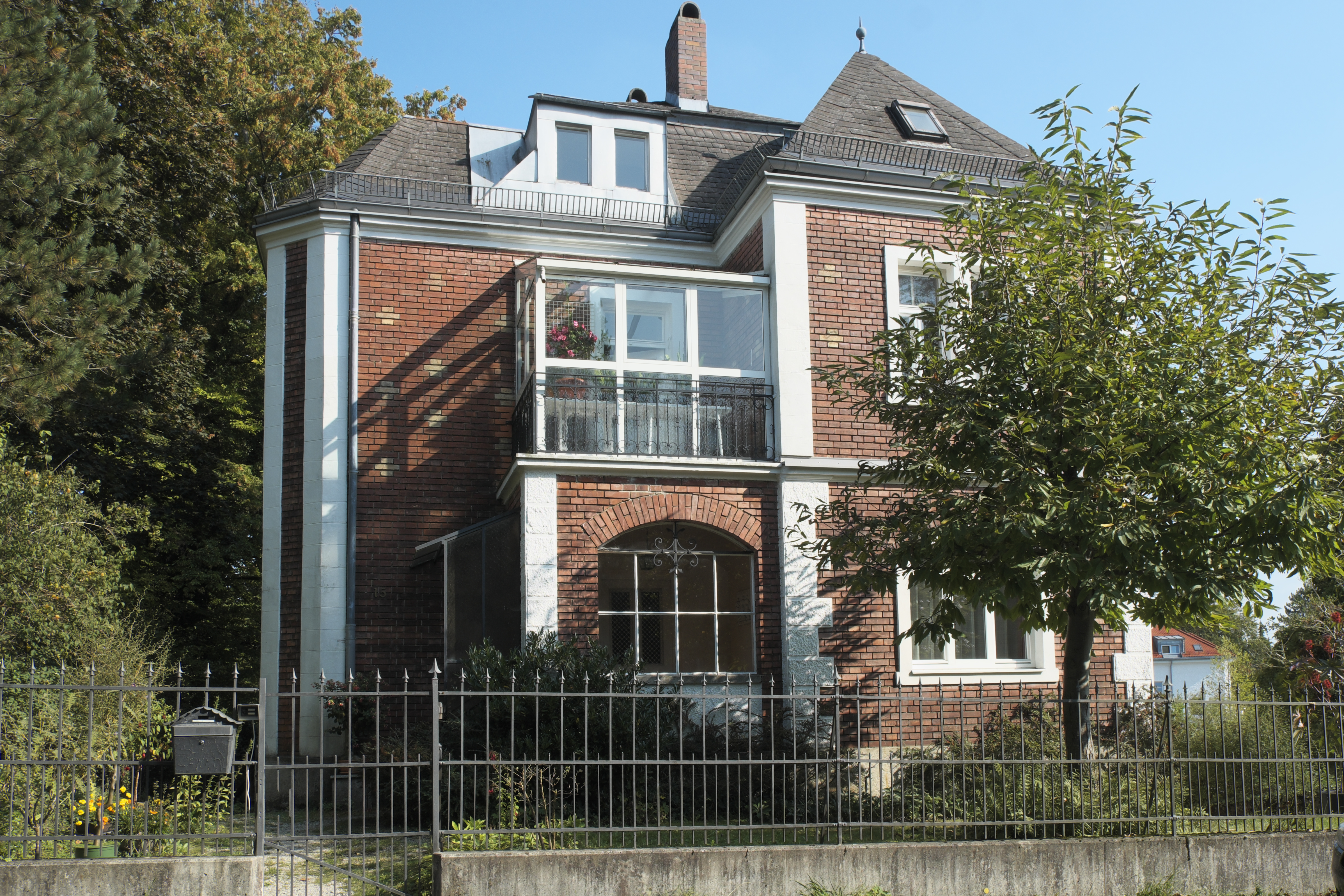
Villa Professor-Kurt-Huber-Straße 15 in Gräfelfing

Das Gebäude Professor-Kurt-Huber-Straße 15 in Gräfelfing, einer Gemeinde im oberbayerischen Landkreis München, wurde um 1900 errichtet. Die Villa ist ein geschütztes Baudenkmal.
Der zweigeschossige Walmdachbau aus unverputztem Backstein mit Eckrustizierung und Balkon wird von einer schmiedeeisernen Garteneinfriedung der Erbauungszeit umgeben.